# أندرو ستون (مبرمج)
أندرو ستون (بالإنجليزية: Andrew C. Stone) هو مبرمج أمريكي، ولد في 12 يونيو 1956 في سينسيناتي في الولايات المتحدة.

## وصلات خارجية
- الموقع الرسمي